# Perfil lipídico
Perfil lipídico, antigamente conhecido como lipidograma, é uma série de exames laboratoriais que serve como um diagnóstico inicial amplo para identificar irregularidades em lipídios como colesterol e triglicerídeos. Os resultados desse teste podem identificar certas doenças genéticas e determinar, com certa precisão, os riscos para doenças cardiovasculares, algumas formas de pancreatites, e outras doenças.
Lipídios são substâncias de origem orgânica, caracterizadas pela insolubidade em água, solubilidade em benzeno, éter e clorofórmio. No plasma, os lipídios em maior quantidade são o colesterol, triacilgliceróis, e fosfolipídeos. Em menores quantidades, ainda existem os ácidos graxos livres, glicolipídeos, hormônios e vitaminas de origem lipídica.
O teste de perfil lipídico é comumente exigido como parte de exames clínicos gerais, juntamente com outros testes, como hemograma completo. 

## Componentes
O teste de perfil lipídico geralmente inclui:
- Lipoproteína de baixa densidade (LDL)
- Lipoproteína de alta densidade (HDL)
- Triglicérides
- Colesterol total

Usando esses valores, o laboratório ainda pode calcular:
- Lipoproteína de muito baixa densidade (VLDL)
- Taxa Colesterol:HDL

## Valores de referência
| Lípide           | Desejável     | Limítrofe | Riscos       |
| ---------------- | ------------- | --------- | ------------ |
| Colesterol total | Abaixo de 200 | 200 - 240 | Acima de 240 |
| LDL colesterol   | Abaixo de 130 | 130 - 160 | Acima de 163 |
| HDL colesterol   | Acima de 40   | 35 - 40   | Abaixo de 35 |
| Triglicerídeos   | Abaixo de 150 | 150 - 200 | Acima de 200 |

## Procedimento e indicações
Para indivíduos adultos saudáveis, é recomendado realizar o teste a cada cinco anos.
Tradicionalmente, o paciente é orientado a ficar em jejum de 9 a 12 horas, manter o metabolismo normal por duas semanas, evitando exercícios físicos e dieta fora do habitual. Três dias antes do exame não pode beber bebidas alcoólicas. A recuperação de traumas, cirurgias, infecções por bactérias, doenças crônicas debilitantes, durante ao menos dois meses impedem a realização do exame. Em mulheres grávidas, só pode ser feito três meses após o parto.

## Implicações
Este teste é usado para identificar dislipedemias (vários distúrbios nos níveis de colesterol e triglicerídeos), muitas das quais são indicadores reconhecidos para doenças cardiovasculares e raramente pancreatites.
Uma leitura de colesterol total pode ser usada para avaliar o risco de doença cardíaca de um indivíduo, no entanto, não deve ser encarado como o único indicador. Os componentes individuais que compõem a leitura do colesterol total - LDL, HDL e VLDL - também são importantes para medir o risco.
Por exemplo, o colesterol total de alguém pode ser alto, mas isso pode ser devido a altos níveis de colesterol HDL ("colesterol bom"), o que pode, na verdade, ajudar a prevenir doenças cardíacas. Sendo assim, enquanto um alto nível de colesterol total pode indicar que há um problema com os níveis de colesterol, os componentes individuais também devem ser medidos, pois a principal preocupação do teste deve ser com os níveis de LDL, ou "colesterol ruim".